# الویر تزا
الویر تزا (به انگلیسی: Elvire Teza) ژیمناست زادهٔ ۲۹ مارس ۱۹۸۱ میلادی اهل کشور فرانسه است.